# Colonia agrícola militar
Una colonia agrícola militar es una colonia agrícola que combina el cultivo de la tierra con la presencia de colonos armados, que deben velar por la seguridad de la misma.
Colonia viene del latín colonus, que significa labrador o colono. Se coloniza un sitio cuando es ocupado por gente proveniente de otro lugar que trabajaba o cultiva la tierra; también supone que un número considerable de personas van de una región a otra para poblarla y cultivarla, estableciéndose en ella. La designación de militar, supone la utilización de colonos armados, debido a alguna situación de peligro eventual, que los obliga a combinar la vigilia armada con el cultivo de la tierra.

## Origen romano
La colonización de los romanos se rigió por los siguientes principios: las legiones romanas, obligadas a sostenerse con sus propios recursos, ocupaban territorios que transformaban en sus colonias. A los legionarios, y aún a los particulares, que no encontraban terrenos en los campos romanos, el Senado por lo general les asignaba lotes de tierras públicas fruto de sus conquistas, tierras confiscadas a los vencidos de las legiones romanas.
En los límites del Imperio romano se fundaban colonias militares de soldados labradores, que se alimentaban con el trabajo agrícola, base y origen de muchos pueblos modernos. Estas colonias de los romanos se multiplicaron, dotadas de un derecho público que les hacía participar de los beneficios del derecho romano. 
Es decir, primero se producía la conquista y después la agricultura, pero para el gobierno romano era ventajoso controlar la administración local, nombrar jefes, fijar los impuestos, la organización y el servicio de las legiones.

## Aplicación en Argentina
Apenas comenzado el sitio de Buenos Aires por las tropas de Hilario Lagos (1852), Silvino Olivieri presentó un proyecto al gobierno por el que se comprometía a contratar ("enganchar") 2.000 hombres en Europa, en un espacio de 4 meses, armados y pudiendo hacer servicio militar activo como veteranos, bajo las siguientes condiciones: 
1. El gobierno pagaría a cada soldado enganchado 300 francos y 8 pesos diarios durante su servicio; gastos de viaje, transporte y demás, por dos años;
2. Terminada la guerra, integrarían una colonia armada para guerrear contra los indígenas, reduciéndolos a la civilización y dependencia de Buenos Aires;
3. El gobierno acordaría a cada individuo que lo quisiese una cantidad de tierra y animales según lo que cada uno pudiera trabajar, siempre bajo la inmediata dirección del comandante de la legión y el gobierno;
4. Se comprarían las armas necesarias para pertrecharlos y se efectuarían gastos para los uniformes.

Es importante destacar que los puntos e) y f) de este proyecto demuestran que la idea de organizar una colonia agrícola militar fue impulsada con bastante anterioridad a su concreción por el propio coronel Silvino Olivieri.
El nombre de la nueva colonia agrícola militar sería Nueva Roma y estaría inspirada en la costumbre de los antiguos romanos de fundar colonias con agricultores armados –que en este caso combatirían contra los indios–.  
El peor error táctico de la guerra contra los indígenas seminómades que ocupaban gran parte de la llanura pampeana y la Patagonia argentina habría sido utilizar una táctica defensiva heredada de la dominación española. 
Domingo Faustino Sarmiento fue seguramente el ideólogo más importante de la oligarquía terrateniente argentina que predicó tempranamente la necesidad de un cambio de táctica, en su permanente lucha de la civilización contra la barbarie. 
En una nota de 1845 al Facundo hablaba de una línea de fortines, diciendo: 

Por lo que hace a la provincia de Buenos Aires, un fuerte establecido en la laguna del Monte, en que desagua el arroyo Guaminí, sostenido por otro en las inmediaciones de la laguna de las Salinas hacia el sur, otro en la sierra de la Ventana hasta apoyarse en el fuerte Argentino, en Bahía Blanca, habrían permitido la población del espacio del territorio inmenso que media entre este último punto y el fuerte de la Independencia en la sierra de Tandil, límite de la población de Buenos Aires, al sur. Para completar este sistema de ocupación, requeríase, además, establecer colonias agrícolas en Bahía Blanca y en la embocadura del río Colorado, de manera que sirviesen de mercado para la exportación de los países circunvecinos; pues, careciendo de puertos toda la costa intermediaria hasta Buenos Aires, los productos de las estancias más avanzadas al sur se pierden, no pudiendo transportarse las lanas, sebos, etc., sin perder su valor en los fletes. La navegación y la población del río Colorado adentro, traería, además de los productos que puede hacer hacer, la ventaja de desalojar a los salvajes poco numerosos, que quedarían cortados hacia el norte, haciéndoles buscar el territorio al sur del Colorado.

Luego encontraría numerosos ejemplos en su viaje a los Estados Unidos, dejando escrito en su Argirópolis (1850): 

Desde Bahía Blanca hasta la cordillera de los Andes, apoyándose en la margen del Río Colorado, debe de diez en diez leguas erigirse un fuerte permanente y dispuesto de modo que sirva de núcleo a una ciudad. Esto no haría más que quince a veinte fuertes, los cuales formarían un límite final a la república por el sur. Las tribus salvajes que quedasen cortadas por esta línea de puestos avanzados, no resistirían largo tiempo a la amenaza de ser aniquiladas, cogidas entre dos fuerzas y diezmadas. Dos vaporcitos echados en el Colorado, telégrafos de brazos elevados sobre los fuertes para dar desde cada uno de ellos la señal de la alarma a los dos contiguos, son suficientes medios de mantener la seguridad y las comunicaciones de la frontera. La guarnición de estos puntos se haría con colonos militares a quienes se distribuiría el terreno adyacente para estancias de ganados, proveyéndolos de animales, plantas, etc.

Sus ideas suponían una táctica ofensiva en la guerra contra el indígena, implicando echar el ejército hacia delante. Lo central era un cambio rotundo en el sistema de ocupación del suelo, operando mediante colonias agrícolas militares. Postulaba que el medio más efectivo de salvarse de los indígenas era cerrar las estancias y uniformar los soldados, criticando acerbamente la falta de preparación de las tropas, y también su indisciplina, desorganización e inoperancia. Postulaba la necesidad de poblar el desierto fundando centros de población autárquicos, dotados de vida propia, que servirían de punto de avanzada fronteriza en la lucha contra el indígena. 
Por eso, Sarmiento había aplaudido la empresa de Olivieri desde el diario El Nacional: 

Con la fundación de la Nueva Roma se inaugurará una nueva era en la ocupación de la tierra en estos países; y en lugar de ganados para cebar y alimentar la codicia de los salvajes, avanzaremos población, hombres y murallas que detengan sus pasos y le impongan respeto por el hombre civilizado.

Todas esas cuestiones dieron fundamento a lo anunciado por el gobernador Pastor Obligado en su mensaje a la Legislatura porteña el 1° de mayo de 1856: 

...el Gobierno no trepidó en aceptar la proposición que le hizo el Coronel D. Silvino Olivieri de establecer una colonia agrícola militar a vanguardia de aquella posición, haciendo por lo pronto frente a los gastos que tal establecimiento demandaba con los fondos votados para extraordinarias de guerra. El Gobierno espera que V.H. hallará arreglada esta aplicación de dichos fondos en vista de lo estraordinario de la situación, y que, oportunamente se dignará reemplazarlos consagrando un voto especial a este gasto, sobre todo desde que pueda anunciaros que la colonia agrícola militar ha empezado a corresponder en parte a las esperanzas que su organización hizo concebir. Desde luego que ella ha dado nueva vida a Bahía Blanca, ha salvado a este punto de su ruina y en breve le conquistará a su frente a una zona de terreno, que permitiendo a su industria desarrollarse, lo garanta de las depredaciones de los bárbaros, neutralizando a la vez sus incursiones sobre nuestra frontera. La legión agrícola consta de seiscientos individuos y se halla provista de todos los elementos que son necesarios para la pelea, para el trabajo y para el bienestar material del soldado, pudiendo en consecuencia poner hoy Bahía Blanca en campaña cerca de novecientos hombres de combate.

Debido a la importancia del proyecto, se nombró una Comisión Protectora de la Colonia Agrícola Militar, poniendo su presidente, José Gregorio Lezama, en conocimiento del Superior Gobierno, que siendo de interés nacional 

...poner a cubierto su inmensa riqueza, es del interés de todos sus habitantes propender a la seguridad de la frontera, facilitando los medios de hacerla efectiva. La Comisión presiente (...) que en el sentimiento general que domina por ayudar al Gobierno en su idea de asegurar la frontera, se van a reunir medios de proteger a la colonia agrícola, y de proteger asimismo la guarnición o colonia que establezca el gobierno en las Salinas Grandes u otro punto que dé ensanche y seguridad a la propiedad rural.

Durante el año 1856 se publicó un periódico bimensual en italiano, llamado La Legione Agricola, especialmente para narrar las peripecias del derrotero de la Legión Agrícola Militar. Sólo se editaron 18 números, cesando su publicación luego de la muerte del coronel Silvino Olivieri en septiembre de 1856. Este era editado desde Buenos Aires por el carbonario lígure Juan Bautista Cuneo. En sus páginas brindaba noticias sobre Italia y la Argentina, y los avatares de la legión en el sur.